# Луцій Фурій Медуллін (консул 413 року до н. е.)
Лу́цій Фу́рій Медуллі́н (лат. Lucius Furius Medullinus; V—IV століття до н. е.) — політичний, державний і військовий діяч Римської республіки, дворазовий консул 413 і 409 років до н. е. Згадка про те, що він був ще й семиразовим військовим трибуном з консульською владою (консулярним трибуном) 407, 405, 398, 397, 395, 394 і 391 років до н. е. є не підтвердженою і недостатньо обґрунтованою, ймовірно йому приписали трибунство іншого трибуна  теж Луція Фурія Медулліна.

## Біографічні відомості
Походив з патриціанського роду Фуріїв. Про батьків, молоді роки Луція Фурія відомості не збереглися. Імовірно мав родича  Луція Фурія Медулліна, багаторазового консулярного трибуна.

### Перша консульська каденція
413 року до н. е. його було обрано консулом разом з Авлом Корнелієм Коссом.
Під час своєї каденції вони розслідували вбивство Марка Постумія Регіллена, консулярного трибуна 414 року до н. е. Вони рішуче взялися до діла, але визнали винними небагато осіб, які були засуджені до страти, але встигли покінчити з собою. Після цього консули рушили на допомогу гернікам, землі яких атакували вольски. Луцій зміг взяти місто Ферентін. Давши відсіч ворогам вони повернулися до Риму.

### Друга консульська каденція
409 року до н. е. його було вдруге обрано консулом, цього разу разом із Гнеєм Корнелієм Коссом. Початок каденції ознаменував протистоянням із плебсом, який очолили народні трибуни. Унаслідок цього вперше було обрано квесторів із числа плебеїв. Загроза війни з боку еквів та вольсків примусила консулів і сенат також погодитися обрати плебеїв військовими трибунами з консульською владою на наступний рік. Слідом за цим консули рушили проти ворогів. Втім, вони лише змогли відвоювати місто Верругіни.
Подальша доля Луція Фурія невідома.